# 安諾卡縣
安諾卡县（英語：Anoka County）是美国明尼蘇達州東部的一個縣，面積1,156平方公里。根據2020年美國人口普查，共有人口36萬3,887人。縣治阿諾卡（Anoka）。該縣成立於1857年5月23日，縣名是達科他語「在兩旁」的意思。